# Богословка (Пензенская область)
Богосло́вка — село в Пензенском районе Пензенской области России, центр Богословского сельсовета.

## Физико-географическая характеристика

### Географическое положение
Богословка находится в центре Европейской части России в Пензенской области, приволжского региона. Поселок расположен на реке Панийка.
Территория села 5,25 км². Средняя высота над уровнем моря составляет 216 м (данные GPS). Протяжённость Богословки с севера на юг около 3-4 км, с запада на восток около 1-2 км.

### Часовой пояс
Богословка находится в часовой зоне Богословка. Смещение применяемого времени относительно UTC составляет +3:00.

## История
Основано около 1735 году на земле Гаврилы Саввича Ермолаева, поэтому называлось Гавриловка. После постройки церкви Иоанна Богослова в 1770-1780 гг. село стали называть Богословкой. В 1782 г. встречается название «село Богословское, Гавриловка тож». В 1782 г. в селе было 85 дворов, где проживало 643 чел. 
В конце XIX — начале XX в. – входило в состав Дурасовской волости, имелась церковь и земская школа. На карте Менде (около 1860 г.) обозначена как Ерзеневка. В 1912 г. насчитывается 106 дворов.
В 1920-е гг. организован колхоз имени Н. И. Вавилова. В 1930 г. входит в состав Маловаляевского сельсовета Пензенского района. В 1939 г. – в составе Пензенского района, колхоз имени Кирова. В 1955 г. – в составе Нечаевского района, колхоз имени Сталина.
В 1967—1975 гг. построена свинофабрика «Панкратовская» по промышленному производству свинины в составе совхоза «Панкратовский». Первая очередь сдана в 1969, вторая в 1972, третья в 1975 г. Свинофабрика стала одним из самых крупных свинокомплексов СССР.  В 1989 г. производство достигло 120 тыс. голов свиней общим весом 147 тыс. ц.  В начале 21 века в селе действует племенное хозяйство «Магистральный», вошедшее в состав Панкратовского объединения совхозов по производству свинины на промышленной основе. Наряду с репродукторным свиноводством развивались молочное животноводство и зерновое хозяйство. В 1991–1995 гг. это хозяйство ежегодно производило 7,8 тыс. тонн зерна, 2,8 тыс. тонн молока, 650 тонн мяса.  В 1996 г. свинофабрика законсервирована.

## Население
| 1747 | 1762 | 1782  | 1864  | 1877  | 1897  | 1912  | 1926  | 1930  |
| ---- | ---- | ----- | ----- | ----- | ----- | ----- | ----- | ----- |
| 200  | ↗424 | ↗643  | ↘489  | ↗561  | ↗624  | ↗666  | ↗888  | ↗1067 |
| 1939 | 1959 | 1970  | 1979  | 1989  | 1998  | 2002  | 2010  | 2021  |
| ↘662 | ↘591 | ↗1197 | ↗3086 | ↗4956 | ↗5165 | ↘4698 | ↗5286 | ↘4973 |

## Связь

### Почта
В селе расположено отделение почтовой связи Почты России. В отделении предлагаются услуги доступа в интернет.

### Мобильная связь
В Богословке действуют сети сотовой связи следующих мобильных операторов: в стандарте GSM «Билайн», «МегаФон» (Поволжский филиал ОАО «МегаФон»), «Смартс-GSM», НСС.
В сетях GSM развёрнуты технологии высокоскоростной пакетной передачи данных GPRS (EDGE).
Операторы стандарта GSM предоставляют в Богословке услуги сотовой подвижной радиосвязи: голосовые вызовы, услуги доступа в Интернет через радиоинтерфейс, услуги обмена мультимедийными сообщениями (MMS), коротких текстовых сообщений — SMS, USSD-услуги и услуги мобильного позиционирования («МегаФон»).
В июле 2010 года сотовый оператор Поволжский филиал ОАО «МегаФон» запустил в Богословке сеть мобильной связи 3-го поколения.

### Интернет
В Богословке работает один интернет-провайдер
«Ростелеком» (ADSL, модемное подключение, но проложен оптоволоконный кабель до АТС)
Радиостанции в Богословке:
- 96,0 — Вести FM (Пенза)
- 96,4 — Радио Шансон
- 99,6 — Радио Романтика
- 101,4 — Серебряный дождь
- 101,8 — Радио 101,8
- 102,3 — Авторадио
- 102,8 — Мост радио
- 103,3 — Радио Заречный
- 103,8 — Европа плюс (Пенза)
- 104,3 — Дорожное радио (Пенза)
- 104,8 — Русское радио (Пенза)
- 105,2 — Радио Экспресс
- 106,7 — Юмор FM
- 107,5 — Эхо

## Транспорт
Из Пензы ходит маршрутное такси 418, 420.